# Euphorbia brachycera
Euphorbia brachycera är en törelväxtart som beskrevs av Georg George Engelmann. Euphorbia brachycera ingår i släktet törlar, och familjen törelväxter. Inga underarter finns listade i Catalogue of Life.

## Bildgalleri

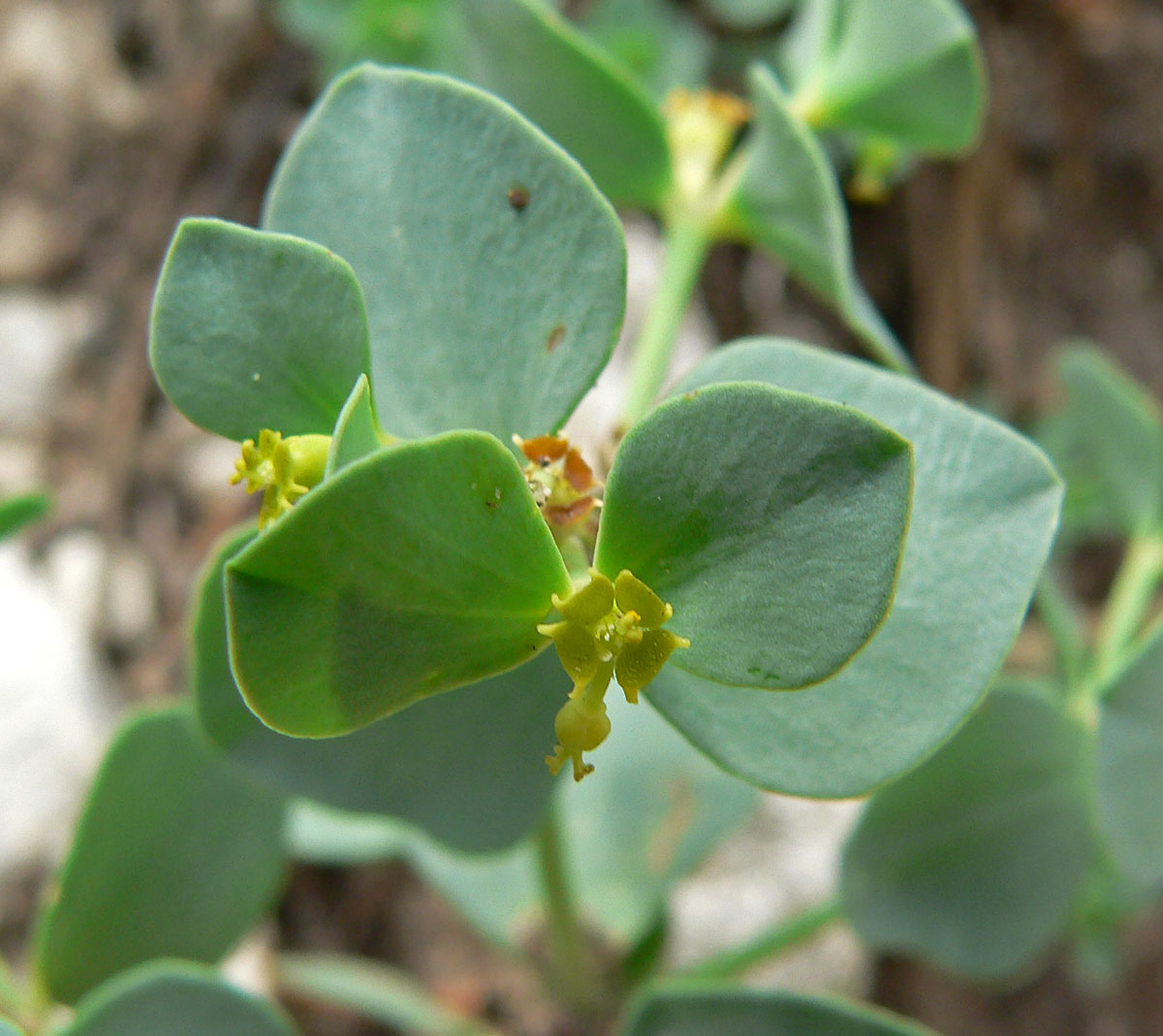
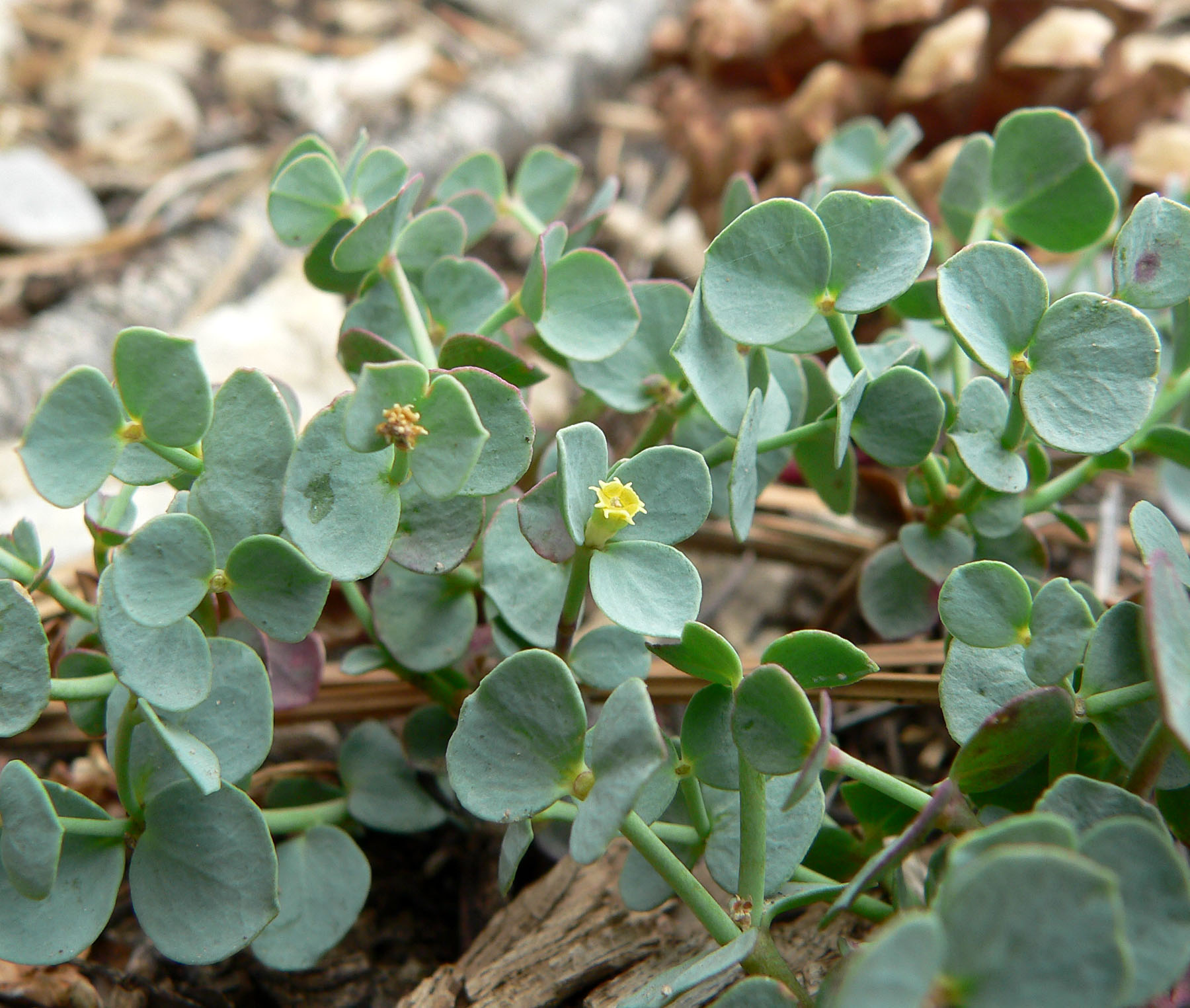
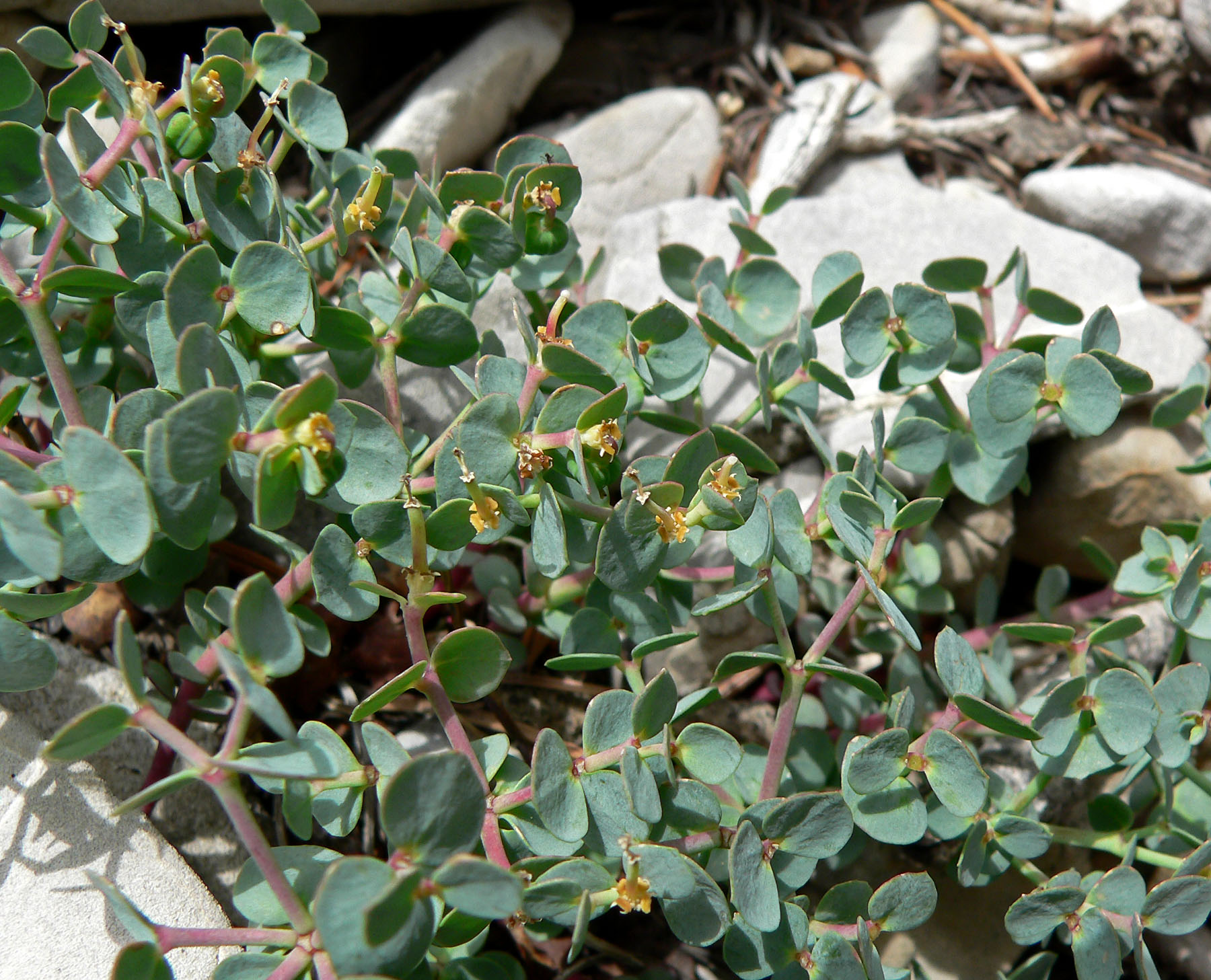
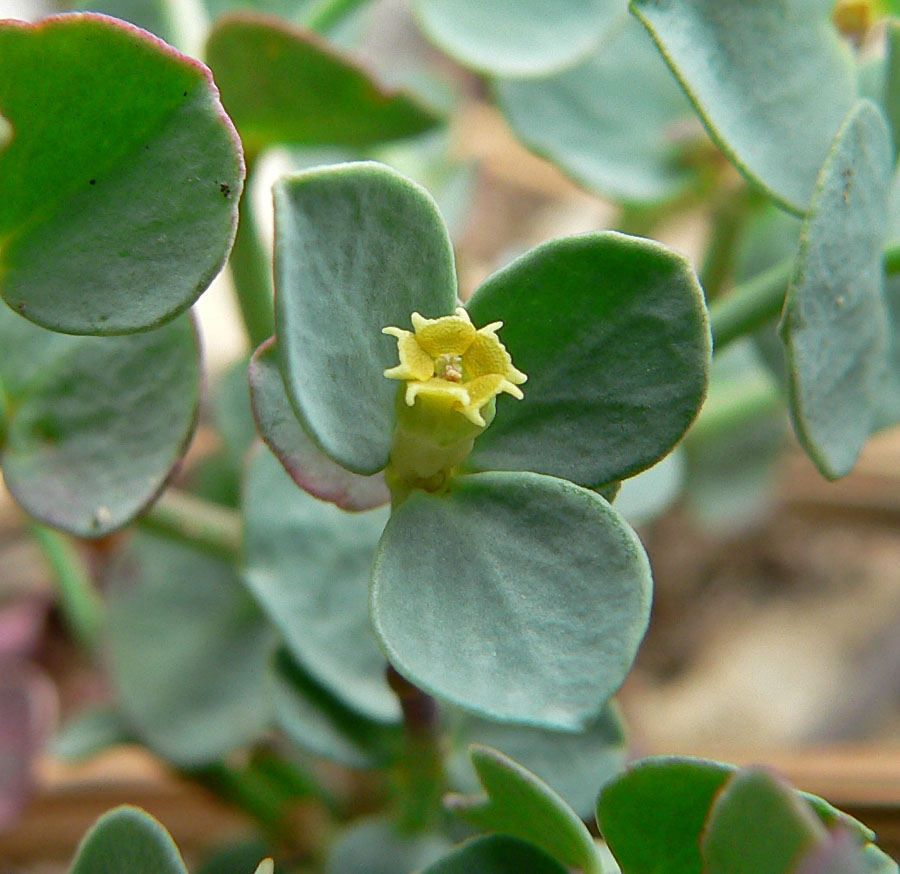
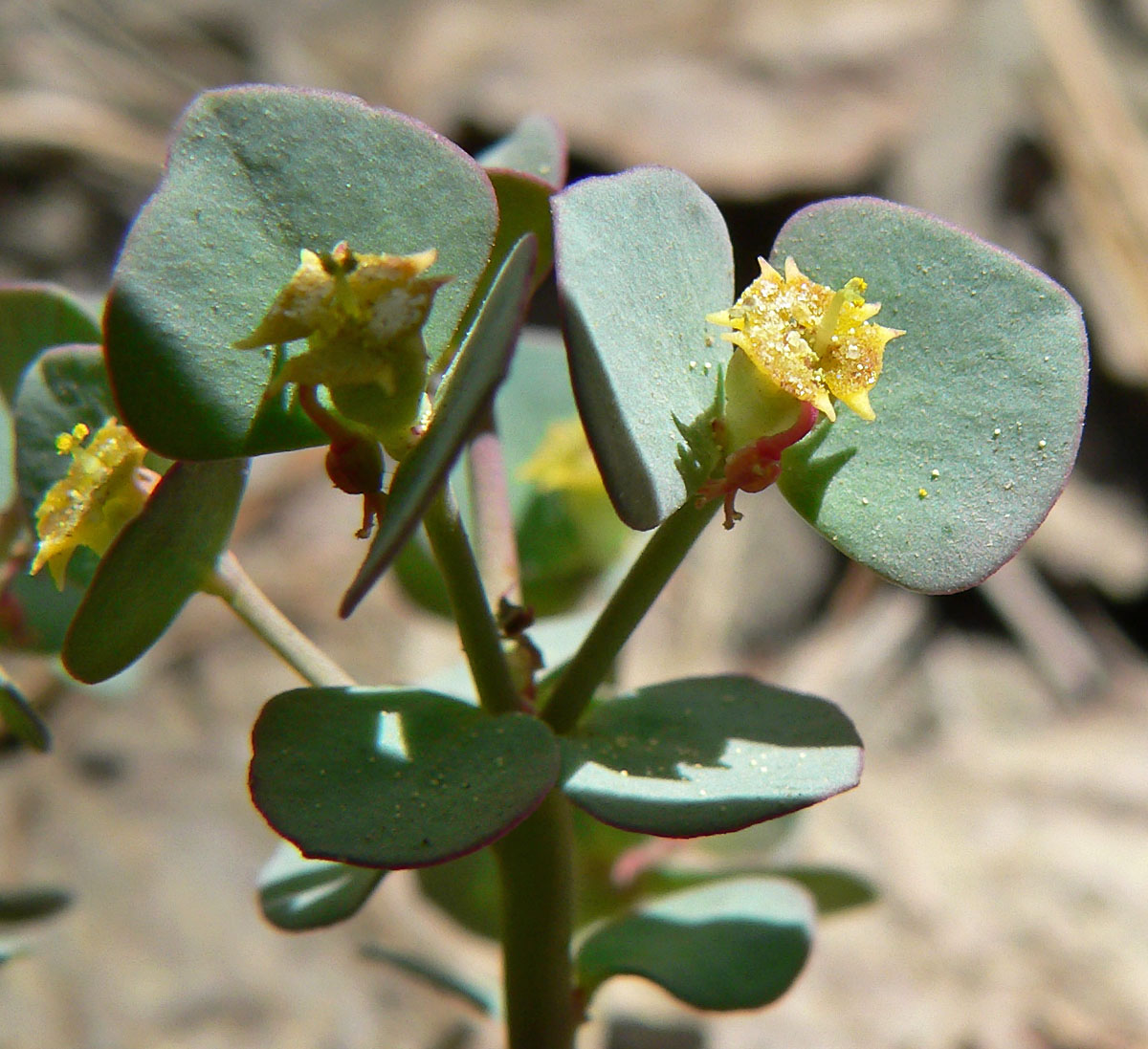
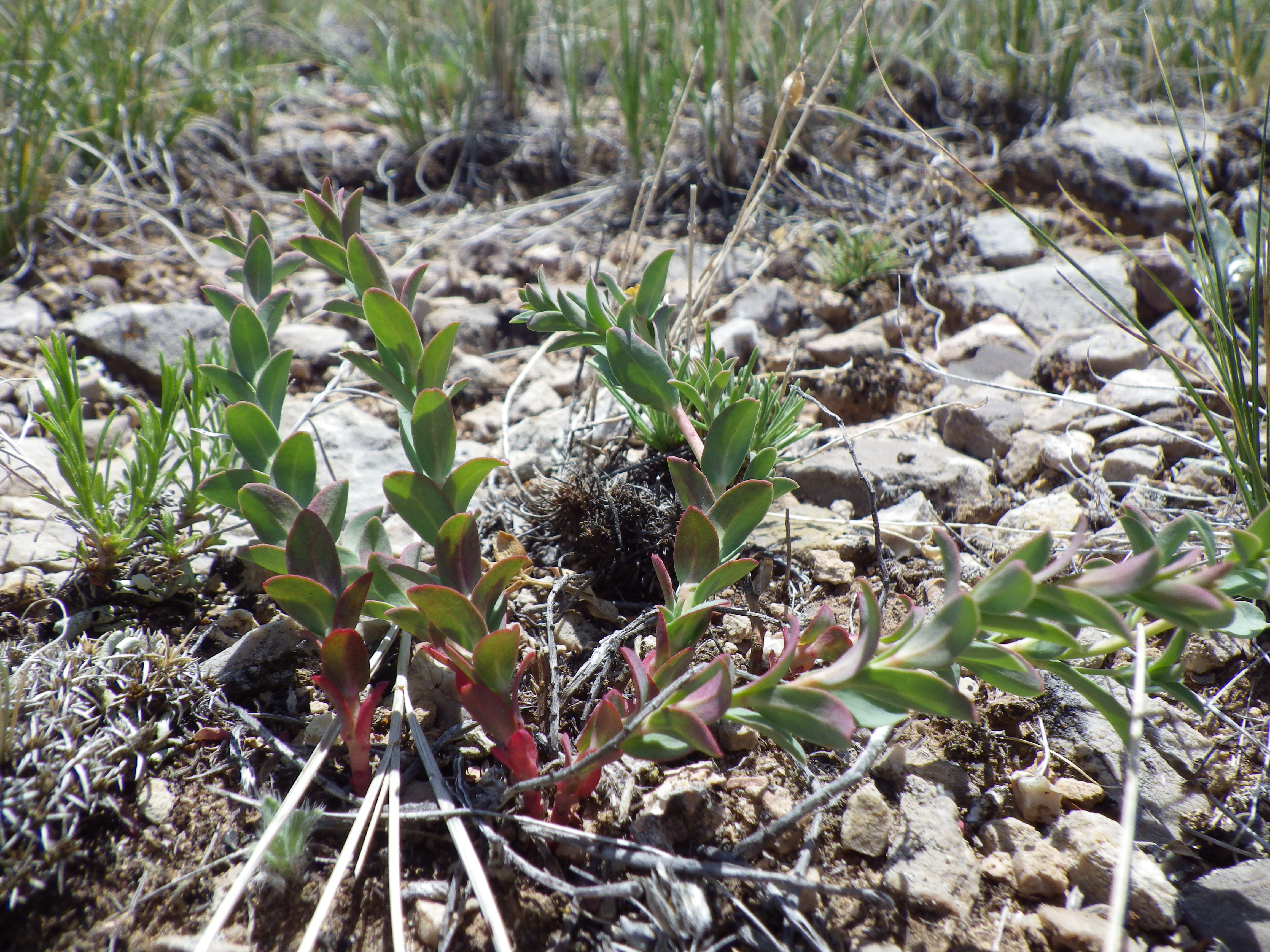